# Лельвиж
Лельвиж — село в Кукморском районе Татарстана. Административный центр и единственный населенный пункт Лельвижского сельского поселения.

## География
Находится в северо-западной части Татарстана на расстоянии приблизительно 25 км на северо-запад по прямой от районного центра города Кукмор.

## История
Известно с 1678 года.

## Население
Постоянных жителей было: в 1859—358, в 1884—387, в 1905—424, в 1920—628, в 1926—688, в 1938—789, в 1949—614, в 1958—594, в 1970—725, в 1979—620, в 1989—477, 595 в 2002 году (удмурты 98 %), 561 в 2010.

## Достопримечательности
Церковь Вениамина, митрополита Петроградского (2012 год постройки).